# Galactophora schomburgkiana
Galactophora schomburgkiana är en oleanderväxtart som beskrevs av R. E. Woodson. Galactophora schomburgkiana ingår i släktet Galactophora och familjen oleanderväxter. Inga underarter finns listade i Catalogue of Life.